# Assemblée générale de l'Union astronomique internationale de 1935
5e assemblée générale de l'Union astronomique internationale
La 5e assemblée générale de l'Union astronomique internationale s'est tenue du 10 au 19 juillet 1935 à Paris, en France.